# Pavel Korejčík
Pavel Korejčík (* 10. prosince 1959) je bývalý český fotbalista, útočník. Jeho starší bratr Václav Korejčík hrál také fotbalovou ligu za Škodu Plzeň a Dynamo České Budějovice.

## Fotbalová kariéra
Odchovanec Buzuluku Komárov hrál za dorost Škody Plzeň a před příchodem do Dukly Praha dal 8 ligových gólů. Dalších deset let hrál za Duklu, v roce 1982 s ní získal ligový titul a v letech 1983, 1985 a 1990 Československý pohár. Na závěr kariéry hrál rok v Malajsii a po návratu za Sokol Zbuzany. V lize odehrál 252 utkání a dal 88 gólů.

## Ligová bilance
| Ročník                                   | Zápasy | Góly | Klub        |
| ---------------------------------------- | ------ | ---- | ----------- |
| 1. československá fotbalová liga 1977/78 | 4      | 1    | Škoda Plzeň |
| 1. československá fotbalová liga 1978/79 | 23     | 3    | Škoda Plzeň |
| 1. československá fotbalová liga 1979/80 | 21     | 4    | Škoda Plzeň |
| 1. československá fotbalová liga 1980/81 | 8      | 2    | Dukla Praha |
| 1. československá fotbalová liga 1981/82 | 13     | 4    | Dukla Praha |
| 1. československá fotbalová liga 1982/83 | 23     | 7    | Dukla Praha |
| 1. československá fotbalová liga 1983/84 | 12     | 8    | Dukla Praha |
| 1. československá fotbalová liga 1984/85 | 26     | 12   | Dukla Praha |
| 1. československá fotbalová liga 1985/86 | 27     | 12   | Dukla Praha |
| 1. československá fotbalová liga 1986/87 | 24     | 11   | Dukla Praha |
| 1. československá fotbalová liga 1987/88 | 27     | 12   | Dukla Praha |
| 1. československá fotbalová liga 1988/89 | 24     | 9    | Dukla Praha |
| 1. československá fotbalová liga 1989/90 | 20     | 3    | Dukla Praha |
| CELKEM                                   | 252    | 88   |             |